# Giulio Gentile
Giulio Gentile (falecido a 9 de janeiro de 1572) foi um prelado católico romano que serviu como bispo de Vulturara e Montecorvino (1552 – 1572).

## Biografia
No dia 27 de abril de 1552, Giulio Gentile foi nomeado bispo de Vulturara e Montecorvino durante o papado de Júlio III, onde serviu como bispo até à sua morte a 9 de janeiro de 1572.
Enquanto bispo, foi o principal consagrador de Angelo Cesi, Bispo de Todi, e o principal co-consagrador de Giulio Giovio, Bispo Co-adjutor de Nocera de' Pagani (1553).